# Лабрайд Мореплавець
Лабрайд Мореплавець — (ірл. — Labraid Loingsech) — також відомий як: Лабрайд Лойнгсех, Лабрайд Лорк, Лабрайд Заброда, Лабрайд Вигнанець — верховний король Ірландії. Час правління: 379—369 до н. е. (згідно з «Історією Ірландії» Джеффрі Кітінга) [4] або 542—523 до н. е. (відповідно до «Хроніки Чотирьох Майстрів») [6]. Син Айліля Айне (ірл. — Ailill Áine), онук Лоегайре Лорка (ірл. — Lóegaire Lorc). Вважається засновником королівства Ленстер (Лейнстер, Лайгін) (ірл. — Laigin) та його правлячих династій [1]. В ірландській поезії раннього середньовіччя зустрічаються епітети в його адресу «бог серед богів» — не виключено, що він насправді був предком-божеством королівства Лайгін, а потім в легендах був трансформований як історичний персонаж [2].

## Походження і молоді роки
Згідно легенд та історичних переказів, його дід — Лоегайре Лорк (ірл. — Lóegaire Lorc) був верховним королем Ірландії, але був по зрадницькому вбитий своїм братом — Кобхахом Коел Брегом (ірл. — Cobthach Cóel Breg). Кобхах також заплатив комусь, щоб той отруїв сина Лоегайре — Айліля Айне (ірл. — Ailill Áine), який став королем в Лейнстері [3]. Кобхах Коел Брег примусив молодого сина Айліля (майбутнього Лабрайда) зіїсти шматок серця свого батька, шматок серця свого діда і проковтнути мишу [4]. Від цих знущань хлопчик втратив дар мови — занімів, і став зватися Моем Оллом (ірл. — Móen Ollom) — «німий вчений». Але дар мови повернувся до нього коли під час гри він отримав удар по ногах і закричав: «Мені боляче!» З того часу він почав зватися Лабрайд — «той, що говорить».

## Вигнання
«Книга захоплень Ірландії» розповідає, що Лабрайд був висланий з острова Ірландія. Тридцять років був у вигнанні. а потім уклав мир з Кобхахом і отримав королівство Лейнстер, що на сході Ірландії [5]. У різних джерелах по різному говориться щодо вигнання Лабрайда. Так у «Книзі Лейнстера» говориться, що Кобхах скликав зібрання в Тарі — столиці верховних королів Ірландії і спиьав: «Хто найщедріший в Ірландії?» Придворні поети Ферхертне (ірл. — Ferchertne) та Крайфтіне (ірл. — Craiftine) відповіли: «Лабрайд!» Тоді Кобхах відправив всіх трьох у вигнання. Вони подалися у Скоріаха (ірл. — Scoriath) — короля Фір Морка (ірл. — Fir Morca), що в Мюнстері. Скоріах мав дочку — Моріах (ірл. — Moriath), що закохується у Лабрайда. Але мати Моріах пильно стежила за неї, навіть спала завжди з одним відкритим оком. Щоб допомогти закоханим Крайфтіне грає на своїй чарівній арфі і повністю присипляє матір Моріах. Лабрайд проводить ніч з Моріах. Коли мати Моріах прокидається, вона розуміє, що сталося. Та Лабрайд у всьому признається і просить дозволу на шлюб. Потім за допомогою армії Скоріаха та чарівної арфи Крайфтіне вони захоплюють королівство Лейнстер і змушують Кобхаха укласти з ними мир [3].

## Здобуття влади
Джеффрі Кітінг переповідає іншу історію. Після перебування в Скоріаха в Мюнстері Лабрайд пливе на континент — в Галлію, де служить при дворі одного з галльських королів в особистій охороні і здобуває славу. Цей король одного з племен галлів — Кессайр Хрохах (ірл. — Cessair Chrothach) є родичем бабусі Лабрайда. Моріах, дізнавшись про його подвиги, закохується у нього заочно. Вона пише пісні про кохання і посилає їх в Галлію, щоб Крайфтіне співав їх для Лабрайда. Лабрайд у захваті від пісень і вирішує повернутися в Ірландію і відвоювати трон який належить йому по праву. Галльський король дає йому кораблі і армію у 2200 воїнів. Цю армію Лабрайда назвали Лайгін — по назві списів з синьо-сірого чавуну якими вони були озброєні (ірл. — láigne). Від цього і пішла назва королівства Лайгін — Лейнстер (нині східна частина Ірландії). О'Рейлі Т. Ф. (ірл. — T. F. O'Rahilly) спробував пояснити цю легенду таким чином. На його думку назва Фір Морка (ірл. — Fir Morca) — королівство, де був у вигнанні Лабрайд, це перекручена назва Арморика — нинішній півострів Бретань, що у Франції [1].
Про подальші події легенди розповідають таке. Мир між Лабрайдом, що став королем Лейнстеру та верховним королем Ірландії Кобхахом був нетривким. Почалась війна — важка, довга і кровопролитна. Стало зрозуміло, що потрібно все-таки укласти мир. Лабрайд запрошує Кобхаха разом з його васалами — тридцятьма королями дрібних ірландських королівств до себе в гості — нібито, для укладання миру. Для гостей він будує великий будинок з заліза — Дінд Ріг (ірл. — Dind Ríg). Цілий рік іде на будівництво цього будинку. Кобхах приїжджає, але відмовляється заходити в будинок побоюючись пастки. Ставить умову — він ввійде в будинок, якщо перед ним в будинок зайдуть мати Лабрайда та його паяц. Лабрайд погоджується. Коли всі заходять в будинок, їм підносять ель та їжу, а потім замикають будинок на ланцюги. Потім обкладають будинок деревом і підпалюють, одночасно роздуваючи вогонь 150 міхами. Всі, хто перебував в будинку — 700 людей — гинуть. При цьому і мати Лабрайда і його паяц знають, що має відбутися, але свідомо приносять себе в жертву справі [3].

## Легенди про його життя
Ще легенди розповідають, що Лабрайд мав ослячі вуха і приховував це під довгим волоссям. Він стригся раз на рік, а перукаря щоразу вбивали, щоб зберегти таємницю короля. Одного разу перукарем обрали одного хлопця. Мати цього хлопця слізно просила не вбивати її сина. Лабрайд погодився при умові, що син збереже таємницю короля. Але тягар цієї таємниці був настільки важкий, що хлопець захворів. Друїд порадив хлопцю піти на перехрестя доріг і розповісти таємницю, яка його так обтяжувала, першому-ліпшому дереву. Він розповів свій секрет старій вербі. Але незабаром після цього арфа музики Крайфтіне зламалася і він зробив собі нову арфу саме з цієї верби. І арфа голосно заспівала: «Лабрайд має ослячі вуха!» Тоді Лабрайд розкаявся в тому, що вбивав перукарів і всім розповів про свою таємницю.

## Правління і смерть
Лабрайд Мореплавець правив Ірландією чи то десять, чи то дев'ятнадцять, чи то тридцять років. Після цього він був вбитий Мейлге Молбхахом (ірл. — Meilge Molbthach) — сином Кобхаха. «Книга захоплень Ірландії» датує смерть Кобхаха і початок правління Лабрайда 307 роком до Різдва Христового і синхронізує його правління з часом правління Птолемея III Евергета в Єгипті (246—222 до н. е.), що суперечить одне одному. Джеффрі Кітінг і Чотири Майстри відносять правління Лабрайда до більш давніх часів, що більш імовірно.